# Le Naufrage du Laconia
Le Naufrage du Laconia (The Sinking of the Laconia) est un téléfilm britannico-allemand réalisé par Uwe Janson (en), diffusé en 2011.

## Synopsis
Le 12 septembre 1942, à la suite du torpillage du navire Laconia par l' U-156, des opérations de sauvetage ont lieu dans des conditions terribles pour sauver l'équipage et les passagers.

## Fiche technique
- Réalisation : Uwe Janson (en)
- Scénario : Alan Bleasdale
- Photographie : Michael Schreitel (de)
- Genre : Guerre[1],[2],[3]
- Musique : Adrian Johnston
- Durée : 180 minutes
- Date de diffusion :
  -  : le 28 juin 2012 sur Canal+

## Distribution
- Ken Duken : le commandant Werner Hartenstein
- Andrew Buchan (V. F. : Constantin Pappas) : Thomas Mortimer
- Franka Potente (V. F. : Nathalie Homs) : Hildegard Schmidt / Hilda Smith
- Jacob Matschenz : l'officier Mannesmann
- Frederick Lau : Fiedler
- Lindsay Duncan : Elizabeth Fullwood
- Brian Cox : le capitaine Sharp
- Nicholas Burns (V. F. : Benoît DuPac) : Ben Coutts
- Thomas Kretschmann : Amiral Dönitz
- Matthias Koeberlin (V. F. : Éric Aubrahn) : Rostau
- Ludovico Fremont (V. F. : Mathieu Buscatto) : Vincenzo Di Giovanni
- Nikolai Kinski : Walter Drexler